# فاوت براما
فاوت براما (بالهولندية: Wout Brama)‏ (21 أغسطس 1986 ألميلو هولندا - ) هو لاعب كرة قدم هولندي، يلعب كلاعب وسط.

## مسيرته الكروية
لعب فاوت براما خلال مسيرته الاحترافية مع 4 أندية في ستة عشر موسمًا وسجل خلالها 12 هدفًا ضمن 359 مباراة. حيث فاز في موسم واحد بالكأس وفي موسم واحد بالدوري.
خاض فاوت براما مسيرته مع نادي تفينتي أنشخيدة في موسم 2005–06 في المرة الأولى ليلعب معه تسعة مواسم ثم في موسم 2018–19 ولمدة موسمين، مشاركًا طوالها في 264 مباراة سجل خلالها 8 أهداف. ثم انتقل إلى نادي بي إي سي زفوله في موسم 2014–15 واستمر معه طيلة ثلاثة مواسم، حيث شارك في 59 مباراة سجل خلالها هدفين. لينتقل بعدها إلى نادي أوترخت في موسم 2016–17 لمدة موسم واحد، مشاركًا في 14 مباراة ولم يسجل أي هدف. ثم انتقل إلى نادي سنترال كوست مارينرز في موسم 2017–18 لمدة موسم واحد، مشاركًا في 22 مباراة سجل خلالها هدفين.

## وصلات خارجية
فاوت براما على موقع قاعدة بيانات كرة القدم.إي يو (الإنجليزية)
- فاوت براما على موقع ناشيونال فوتبول تيمز (الإنجليزية)
- فاوت براما على موقع Soccerway.com (الإنجليزية)
- فاوت براما على موقع عالم كرة القدم.نت (الإنجليزية)
- فاوت براما على موقع AS.com (الإسبانية)